# Emmanuel Ndong
Emmanuel Ndong (sinh năm 1992) là một cầu thủ bóng đá người Gabon. Anh thi đấu cho Đội tuyển bóng đá quốc gia Gabon. Anh từng thi đấu tại Thế vận hội Mùa hè 2012.